# Exocentrus ruber
Exocentrus ruber är en skalbaggsart som beskrevs av Stefan von Breuning och Heyrovsky 1961. Exocentrus ruber ingår i släktet Exocentrus och familjen långhorningar. Inga underarter finns listade i Catalogue of Life.